# Abacaterana
Abacaterana é o nome popular de uma árvore da família das Lauráceas comum na Amazônia e Guianas que fornece madeira.